# Tebaldo d'Arles
Tebaldo d'Arles noto anche come Teobaldo o Tedobaldo (860 circa – 895) fu conte di Arles dall'879 fino alla sua morte.

## Origine
Figlio unico del marchese della Borgogna Transgiurana e abate laico di San Maurizio d'Agauno e dell'abbazia di Lobbes, Uberto del Vallese (?-866, come ci confermano gli Annales Vedastini, mentre della madre non si conoscono né il nome né gli ascendenti. Uberto era figlio del conte del Vallese Bosone il Vecchio (?-855), capostipite della dinastia Bosonide e della moglie di cui non si conoscono né gli ascendenti né il nome (ma secondo alcuni storici si chiamava Engeltrude). Suo padre, Uberto del Vallese era fratello di Teutberga (?-876), che era andata sposa a Lotario II, figlio dell'imperatore del Sacro Romano Impero, Lotario I.

## Biografia
Nell'879 ottenne la contea di Arles, che mantenne sino alla morte. Sempre in quell'anno lo troviamo a fianco del cugino, Bosone I di Provenza, infatti, compare citato in un documento dei Recueil des Actes de Provence inerente a una donazione di Bosone e della moglie, Ermengarda, e secondo gli Annales Vedastini, nell'880, combattendo a favore di Bosone contro le truppe del re dei franchi occidentali, Luigi III il Giovane fu gravemente ferito da Enrico di Franconia. Questo scontro è confermato anche dagli Annales Fuldenses, dove si precisa che Tebaldo, al comando delle truppe di Ugo di Lotaringia, alleato di Bosone I di Provenza, subì una sconfitta, che gli costò la perdita di parecchi uomini.
In quello stesso anno aveva sposato Berta di Lotaringia (863-†925), figlia del re di Lotaringia Lotario II e di Waldrada, la sorella di Ugo di Lotaringia. Questo matrimonio viene confermato in una donazione fatta dal figlio Ugo, nel 924, dove dichiara di essere figlio di Tebaldo e Berta. Questa parentela è confermata anche dagli Annales Bertiniani, quando evocano lo scontro armato succitato.
Non si conosce la data esatta della morte di Tebaldo: dopo l'887 oppure, nell'895, lasciando il titolo di conte di Arles al figlio primogenito, Ugo.

## Discendenza
Tebaldo da Berta ebbe tre (forse quattro) figli:
- Ugo d'Arles[9] (882-†947), conte d'Arles, conte di Provenza e re d'Italia;
- Bosone d'Arles[10] (885-† dopo il 936), conte d'Avignone, conte d'Arles e margravio di Toscana;
- Teutberga d'Arles[11] (890–†948), sposò, nel 908, Garniero di Sens (?-924), visconte di Sens, che morì combattendo i Normanni alla battaglia di Chalmont[12] (monte di Carlo, vicino a Lièpvre). Garniero fu messo a morte dopo che il suo cavallo era stato ucciso e lui, appiedato, catturato;
- figlia[8] (?-† dopo il 924) di cui si ha una informazione in un documento del 924 delle Rerum Gallicarum et Francicarum Scrptores tomus IX, Diplomata Hugonis Comiti, in cui si fa cenno al fatto che Ugo aveva delle sorelle (quindi almeno due);
- Ermengarda che sposò il marchese Adalberto I di Ivrea (?-924).

### Fonti primarie
- (LA)  Monumenta Germaniae Historica, Scrptores tomus I.
- (LA)  Recueil des chartes de l'abbaye de Cluny tomus I.
- (LA)  Annales Bertiniani.
- (LA)  Monumenta Germaniae Historica, Scrptores tomus III.
- (LA)  Rerum Gallicarum et Francicarum Scrptores tomus IX.
- (LA)  Annales Fuldenses; sive, Annales regni Francorum orientalis ab Einhardo, Ruodolfo, Meginhardo ....

### Letteratura storiografica
- René Poupardin, I regni carolingi (840-918), in Storia del mondo medievale, vol. II, 1979, pp. 583–635